# Dropull i Poshtëm
Dropull i Poshtëm é uma comuna (em albanês:  komuna) da Albânia localizada no distrito de Gjirokastër, prefeitura de Gjirokastër.